# Hans Lampe
Hans Jürgen Lampe (Hannover, República Federal de Alemania, 28 de junio de 1948) es un nadador retirado especializado en pruebas de estilo mariposa. Fue campeón de Europa en la prueba de 100 metros mariposa durante el Campeonato Europeo de Natación de 1970.
Representó a la República Federal de Alemania en los Juegos Olímpicos de Munich 1972.
Es hermano del medallista olímpico de natación Werner Lampe.

## Palmarés internacional
| Campeonato Europeo de Natación | Campeonato Europeo de Natación | Campeonato Europeo de Natación | Campeonato Europeo de Natación |
| Año                            | Lugar                          | Medalla                        | Prueba                         |
| ------------------------------ | ------------------------------ | ------------------------------ | ------------------------------ |
| 1970                           | Barcelona ( España)            | Medalla de oro                 | 100 m mariposa                 |